# Freie Christliche Schule Ostfriesland
Die Freie Christliche Schule Ostfriesland (FCSO) ist mit 1290 Schülern neben dem Gymnasium Leoninum die größte allgemeinbildende Schule in freier Trägerschaft in Niedersachsen. Sie gehört als Integrierte Gesamtschule mit Primarstufe und Sekundarstufe II zu den wenigen allgemeinbildenden Schulen, die ihren Schülern einen durchgängigen Besuch von der Einschulung bis zum Abitur ermöglichen. Die FCSO bietet für die Schüler der Primarstufe eine Ganztagsbetreuung und für die Schüler der Sekundarstufe I ein freiwilliges zusätzliches Nachmittagsangebot an. Jeder Schulabschluss kann erworben werden. Schüler aus ganz Ostfriesland gehören zur Schülerschaft; der Großteil stammt jedoch aus dem Landkreis Leer.
Die Schule nahm am 6. August 1987 mit zwei Lehrkräften und 26 Grundschülern ihren Betrieb auf. Die Freie Christliche Schule Ostfriesland war zu diesem Zeitpunkt die bundesweit achte gegründete evangelische Bekenntnisschule. Seit August 2013 ist die Schule mit einer fünfzügigen Sekundarstufe I sowie einer jeweils dreizügigen Primarstufe und Sekundarstufe II voll ausgebaut. Der Schulträger ist ein gemeinnütziger Verein, der Verein für Evangelische Schulerziehung in Ostfriesland (VES).
Die Schule bezog im August 1990 ihren heutigen Standort, ein ehemaliges Baumarktgelände in der Ortschaft Veenhusen in der Gemeinde Moormerland im Landkreis Leer. Seit 2001 sind die Klassen der Primarstufe (285 Schüler) in einer vom Hauptstandort rund 800 Meter entfernten Außenstelle untergebracht. Die Primarstufe der FCSO gehört zu den größten Grundschulen im Landkreis Leer.
Die Schule ist Mitglied im Grundschulverband und in der Arbeitsgemeinschaft Freier Schulen Niedersachsen. Außerdem führt sie seit 2009 in Zusammenarbeit mit der Deutsch-Israelischen Gesellschaft regelmäßig einen Jugendaustausch mit Schülern der israelischen ORT High School Binyamina durch. Zudem unterhält sie eine diakonische Partnerschaft mit der English Medium Mission School Raxaul an der indisch-nepalesischen Grenze.

## Geschichte

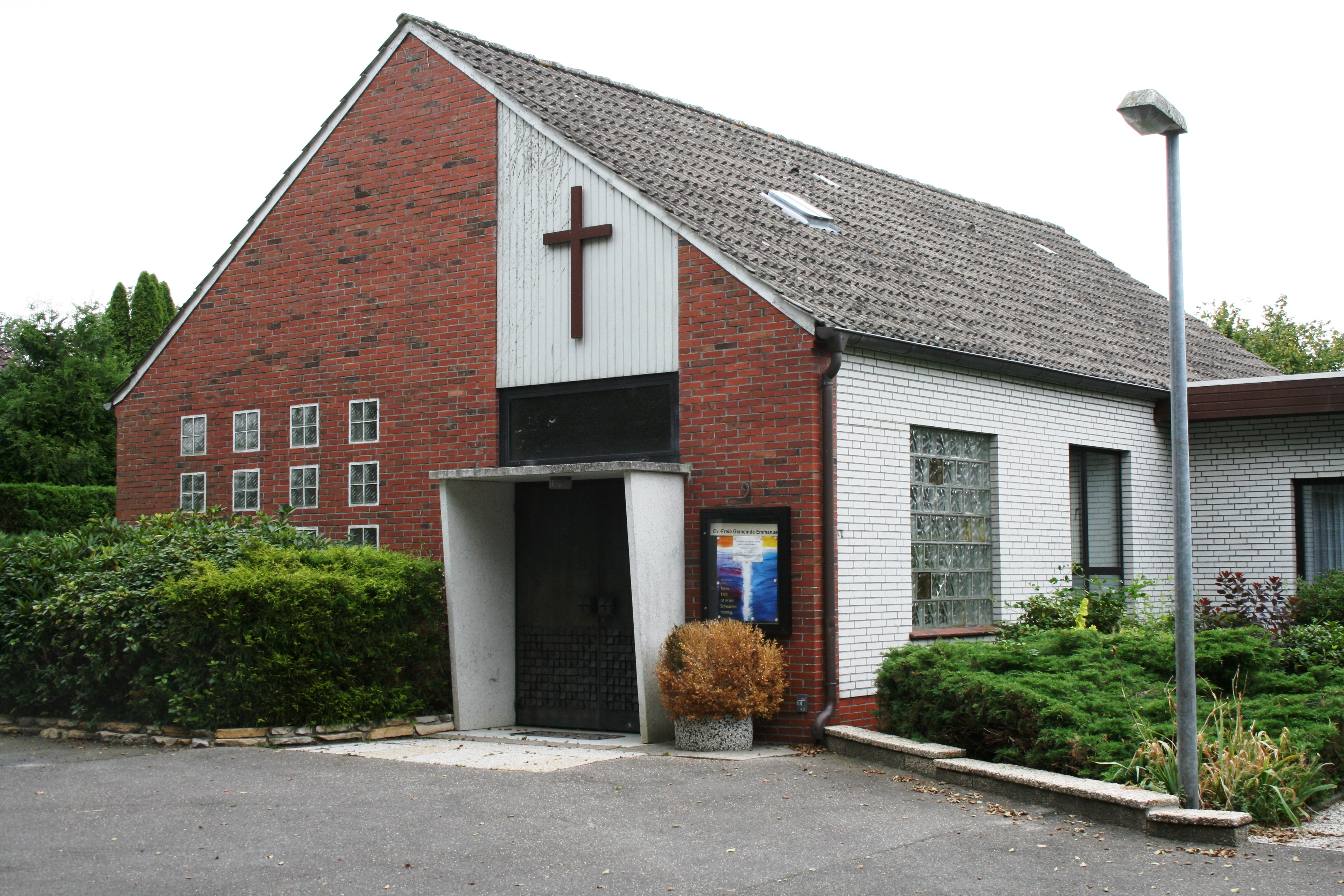
Das Haus der Evangelisch-Freien Gemeinde Emmanuel am Verbindungsweg in Leer-Loga. Hier fand von August 1987 bis Juli 1990 der Unterricht der Schuljahrgänge 1 und 2 statt.

Die noch recht junge Geschichte des Schulträgers VES und der FCSO lässt sich aus dem lückenlosen Aktenbestand rekonstruieren, der seit der Schulgründung angelegt und fortgeführt worden ist.

### Gründungsgeschichte
Am 16. Januar 1985 kamen 18 Männer und Frauen aus verschiedenen evangelischen Gemeinden und Gemeinschaften Ostfrieslands zusammen, um die Gründung des Vereins für Evangelische Schulerziehung in Ostfriesland (VES) zu beschließen. Auf dieser Sitzung im Kaminzimmer des Evangelischen Bildungszentrums Ostfriesland-Potshausen wurde Werner Trauernicht aus Wiesmoor zum vorläufigen 1. Vorsitzenden des Vereins gewählt. Er behielt dieses Amt bis zum Sommer 2010. Am 23. Oktober 1985 wurde in Gegenwart des Leeraner Notars Manfred Radtke in Spetzerfehn die Vereinssatzung unterzeichnet. Der VES setzte sich das Ziel, bald die Freie Christliche Schule Ostfriesland ins Leben zu rufen: „Pädagogisches Ziel der Schule ist es, den ganzen Menschen in seinen Fähigkeiten und Fertigkeiten zu fördern. Das Kind soll in unserer Schule als Ganzheit erfaßt werden, das heißt als ein Geschöpf Gottes, das auf seinen Schöpfer hin geschaffen ist.“

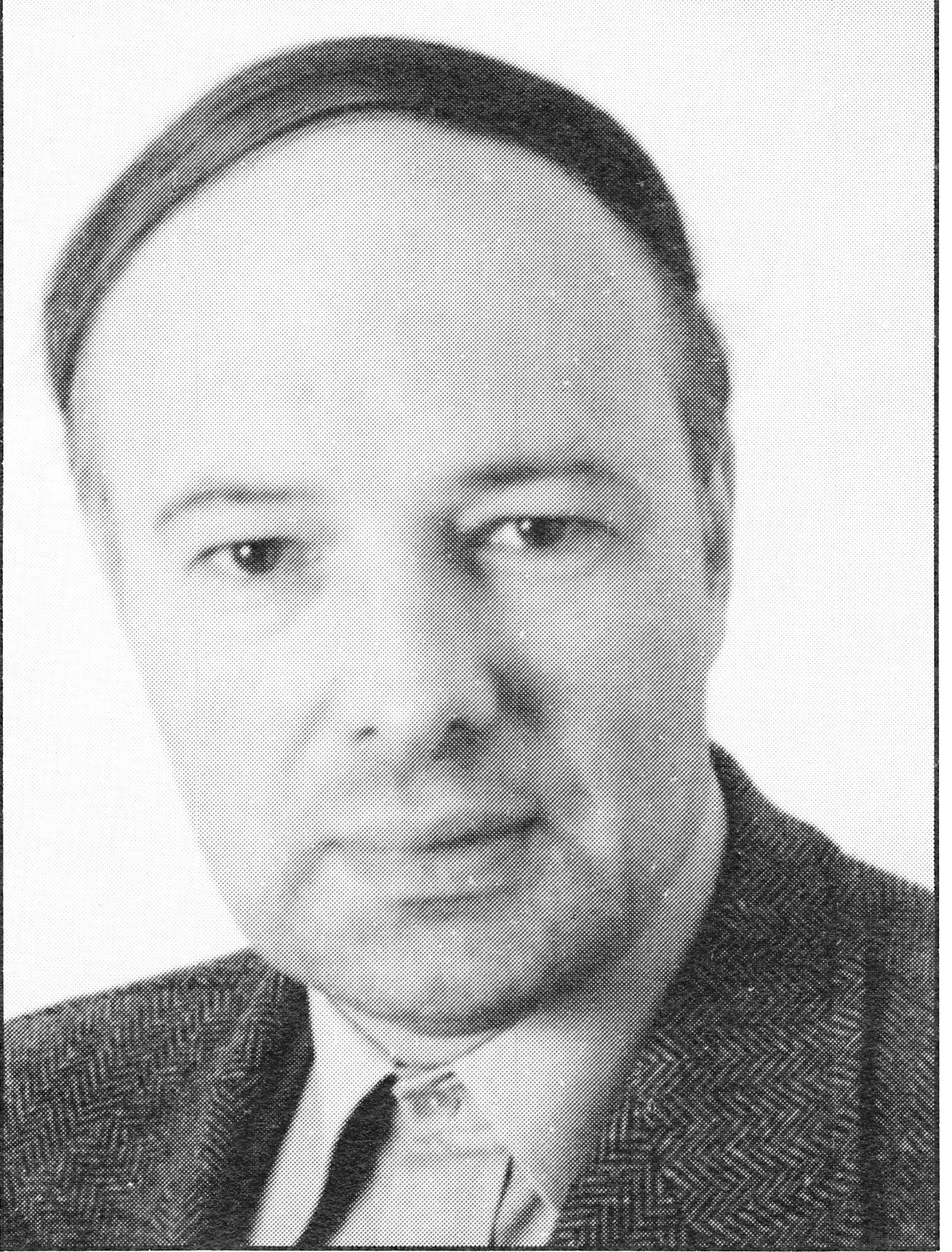
Joachim Heffter 1987

Am 21. Juli 1987 erhielt der Verein die offizielle Genehmigung zum Betrieb einer Grundschule. Der Unterricht begann am 6. August 1987 mit Joachim Heffter als Schulleiter und Edzard Günther als zweitem Lehrer in den Räumen der Ev.-Freien Gemeinde Emmanuel am Verbindungsweg in Leer. Eine erste und eine zweite Klasse kamen hier im Gottesdienstsaal der Gemeinde unter, der in der Woche immer wieder für den Schulbetrieb umgeräumt wurde. Ein Jahr später stellte das Missionswerk Hoffnung für Alle e. V. für die dritte und vierte Klasse in der Nachbarschaft zum Standort am Verbindungsweg Unterrichtsräume zur Verfügung. Zum Sportunterricht mussten bis 2008 öffentliche Sporthallen in der Umgebung genutzt werden.

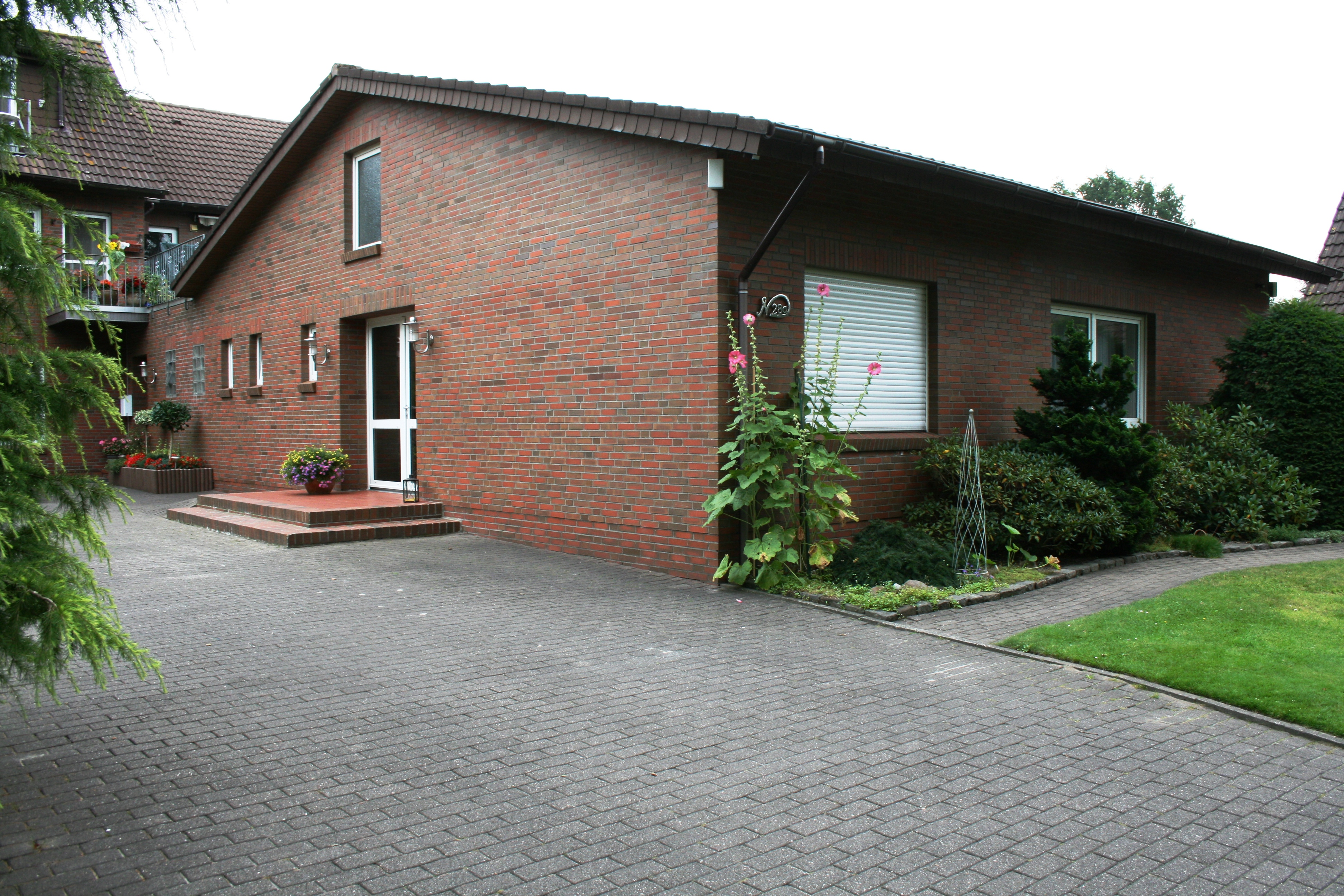
Dieses Gebäude am Weidenweg in Leer-Loga stellte der Verein Hoffnung für Alle e. V. in den Gründerzeiten zur Verfügung. Hier fand in den Schuljahren 1988/89 und 1989/90 der Unterricht der Jahrgänge 3 und 4 statt.

1990 geriet die junge Schulinitiative in ernste Schwierigkeiten. Zunächst kaufte der Schulverein einen ehemaligen Baumarkt am Birkhahnweg in Moormerland und baute ihn zum Schulgebäude um. Dafür wurden rund 1,7 Mio DM aufgewendet. Auch verlieh die damalige Bezirksregierung Weser-Ems der FCSO offiziell die „Eigenschaft als anerkannte Ersatzschule“. Dann aber lehnte das Niedersächsische Kultusministerium am letzten Tag der Sommerferien den Antrag auf Genehmigung einer Orientierungsstufe ab. 35 angemeldete künftige Fünftklässler mussten nun binnen eines Tages an anderen, öffentlichen, Schulen unterkommen. Bald darauf erhielt der Schulverein die Mitteilung, dass die nach der dreijährigen Gründungsphase nun eigentlich fällige staatliche Finanzierungshilfe ebenfalls nicht gezahlt werden würde. Das Ministerium konnte an der damaligen FCSO-Grundschule keine besondere pädagogische Prägung erkennen.
Nach direkten Gesprächen mit dem damaligen Kultusminister Rolf Wernstedt und dem SPD-Vorsitzenden Johann Bruns änderte der VES die Schulform der FCSO. Die FCSO wurde jetzt eine Integrierte Gesamtschule mit Primarstufe. Nun konnte das Ministerium im Jahr 1991 sowohl rückwirkend die Finanzhilfe als auch die Einrichtung der Sekundarstufe I genehmigen. Diese startete an der FCSO im August 1991 mit dem 5. Schuljahrgang.
1996 folgte die Anerkennung als Weltanschauungsschule, 1997 die Genehmigung der Sekundarstufe II und im Jahr 2000 die erste Abnahme des Abiturs bei 10 Prüflingen. 2004 stellte die Schule einen Antrag zur Genehmigung als Ganztagsschule, der im Dezember 2005 bewilligt wurde.
Im Juli 1998 stellte der VES den Bankbetriebswirt Kurt Plagge als ersten hauptamtlichen Verwaltungsleiter ein. Joachim Heffter blieb bis zum Beginn seines Ruhestands im Juni 2010 Schulleiter der FCSO. Zum Ende seiner Dienstzeit besuchten bereits 1185 Schüler die Schule.
Am 16. März 2002 wurde die FCSO nach langer Gastmitgliedschaft als Vollmitglied in die Arbeitsgemeinschaft Evangelischer Bekenntnisschulen (AEBS) aufgenommen. Die AEBS löste sich jedoch im Jahr 2006 auf, um dem neugegründeten Verband Evangelischer Bekenntnisschulen (VEBS) Raum zu geben. Dieser Nachfolgeorganisation trat die FCSO jedoch aus praktischen und inhaltlichen Gründen nicht mehr bei.

### Debatte um die Schulgründung
Vor allem in der ersten Hälfte des Jahres 1987, also im Gründungsjahr der Schule, wurde in den ostfriesischen Zeitungsblättern eine intensive und kontroverse Debatte über die geplante Gründung der FCSO geführt. Den Anfang machte am 30. Dezember 1986 Bernhard Fokken mit einem kritischen Kommentar in der Ostfriesen-Zeitung (OZ). Es folgte eine Flut von Leserbriefen vor allem in der Ostfriesenzeitung sowohl von Befürwortern als auch von Kritikern des Schulprojekts.

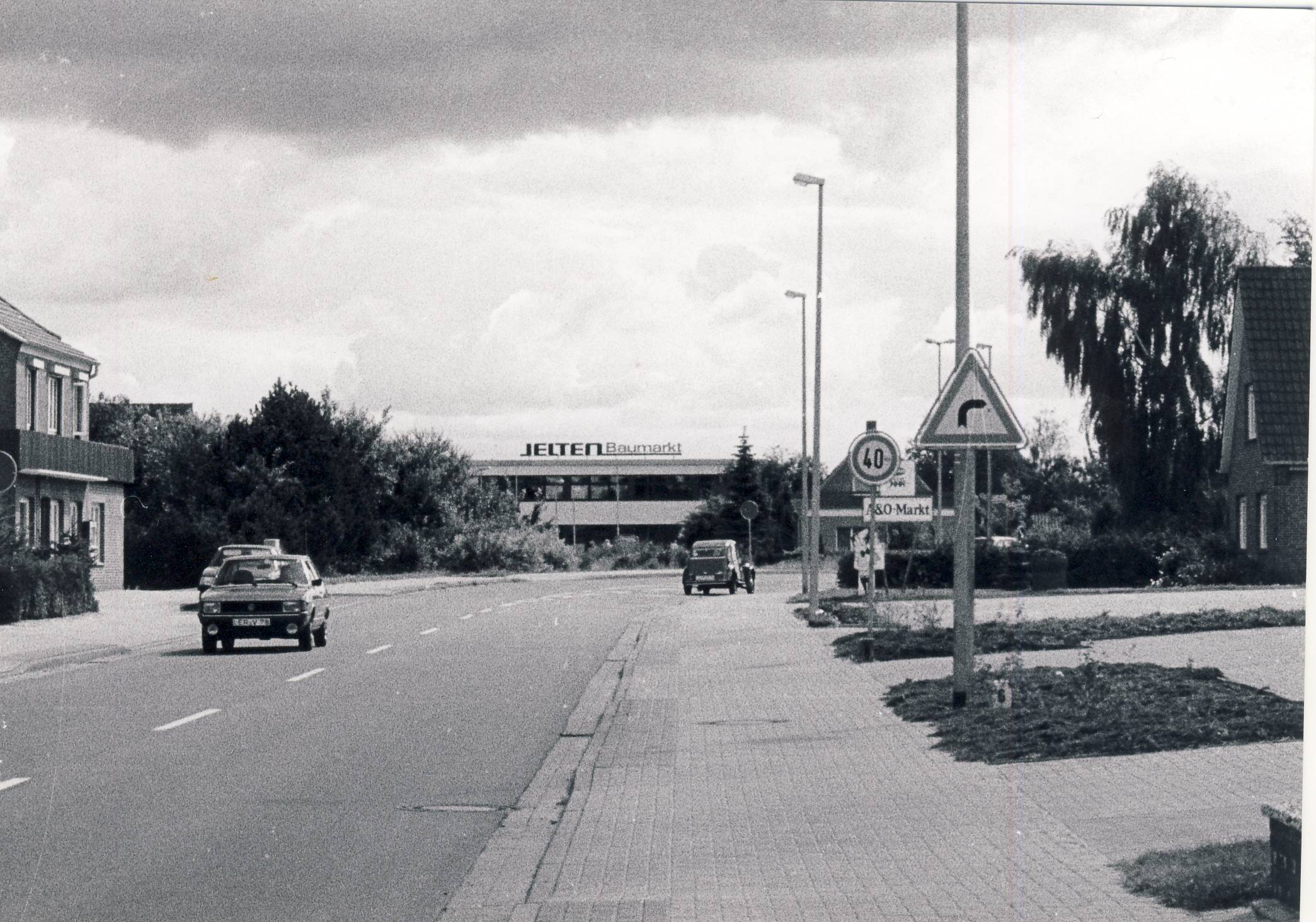
Baumarkt Jelten in Veenhusen im Jahr 1984: Hier fand die FCSO 1990 ihren endgültigen Standort.

Auch die Landeskirchen gingen bald auf Distanz zur Schule. In der Evangelischen Zeitung für die Kirchen in Niedersachsen wurden die Argumente gewogen. Der Kreistag des ev.-luth. Kirchenkreises Aurich beschloss im April 1987 eine Resolution gegen die geplante Schulgründung.
Kritiker der Schulinitiative stießen sich insbesondere an der Ansicht der Schulgründer, dass christliche Werte und christliches Gedankengut im üblichen Schulunterricht zu kurz kämen und dass die damaligen Lehrpläne für die allgemeinbildenden Schulen in hohem Maße von der Frankfurter Schule geprägt seien. Religionspädagogen sahen die Gefahr einer Verengung des Christlichen Glaubens. Andere Zeitgenossen äußerten die Sorge darum, dass an der FCSO eine wissenschaftsfeindliche und sektiererische Pädagogik und Methodik an der Tagesordnung sein würden.
Der VES hielt sich aus der Zeitungsdiskussion heraus. Nach dem Unterrichtsbeginn im Sommer ebbte die öffentliche Diskussion um die mutmaßliche geistliche Ausrichtung ab und fand schließlich ein Ende, als der Rat der Gemeinde Moormerland im Jahr 1989 die rechtlichen Voraussetzung für den Umzug der Schule von Leer nach Veenhusen schuf. Schon damals setzt sich der spätere Bürgermeister von Moormerland Anton Lücht als Ratsherr für die Freie Christliche Schule Ostfriesland ein.

### Baugeschichte
Die rasch anwachsenden Schülerzahlen haben den VES als Schulträger von Beginn an zu fortwährenden Baumaßnahmen und Erweiterungen gezwungen. Die Finanzierung muss dabei im Normalfall ohne zusätzliche Unterstützung durch die öffentliche Hand erfolgen.
Der Architekt Georg Tjards entwarf alle FCSO-Neubauten, die in der Zeit von 1990 bis 2011 realisiert worden sind.

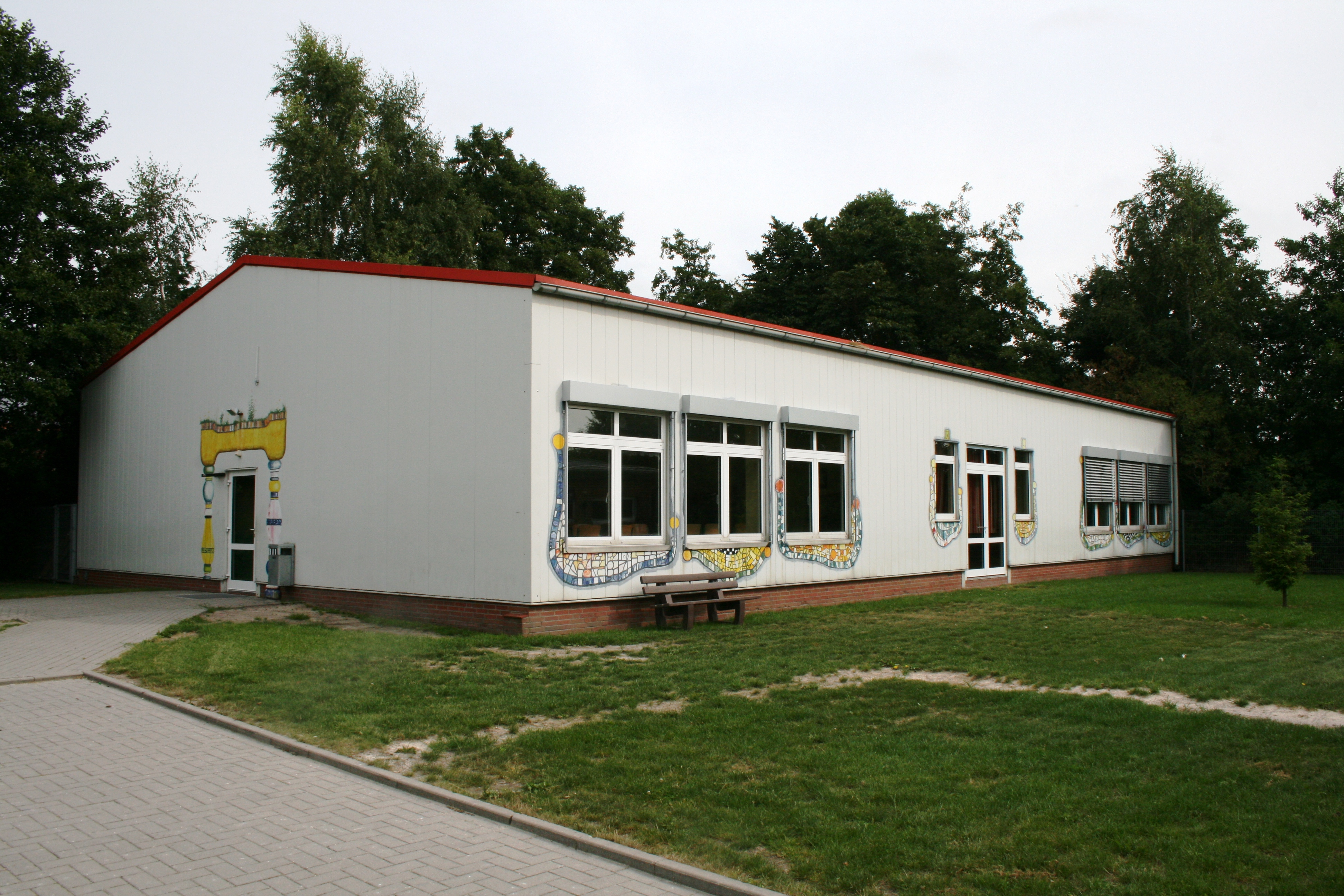
Sogenanntes „Ersatzgebäude“ von 1993

Nach dem Einzug in das umgebaute Baumarktgebäude am Birkhahnweg in Moormerland-Veenhusen folgte im September 1993 der Bau eines Nebengebäudes, in dem fünf weitere Klassenräume eingerichtet wurden. Später sollte dieses Nebengebäude als kleine Gymnastikhalle für den Sportunterricht hergerichtet werden, so die damaligen Pläne. Dazu ist es jedoch nie gekommen. Baukosten: rund 0,4 Mio. DM.
Im Schuljahr 2014/2015 wurde dieses Gebäude umgebaut zu einem „Haus der Musik“. In diesem befinden sich zwei Unterrichtsräume mit jeweils einem Piano. Dazu gibt es noch einen großen Orchesterraum mit einem Flügel und diversen anderen Instrumenten. Zusätzlich gibt es noch kleine Nebenräume, in denen Einzelunterricht für eine Instrumentengruppe gegeben werden kann.
1995 wurde ein erster umfangreicher Anbau an das Hauptgebäude fertiggestellt, der sogenannte „Sek-I-Trakt“. Südlich vom Hauptgebäude entstanden 13 Klassenräume und zwei Fachräume. Baukosten: rund 3,7 Mio. DM.
1998 baute der VES parallel zum Sek-I-Trakt einen weiteren großen Anbau, wodurch das Hauptgebäude seine charakteristische enge U-Form erhielt. In diesem sogenannten „Sek-II-Trakt“ fanden weitere elf Klassenräume sowie fünf naturwissenschaftliche Fach- und Sammlungsräume Platz. Baukosten: rund 3,0 Mio. DM.

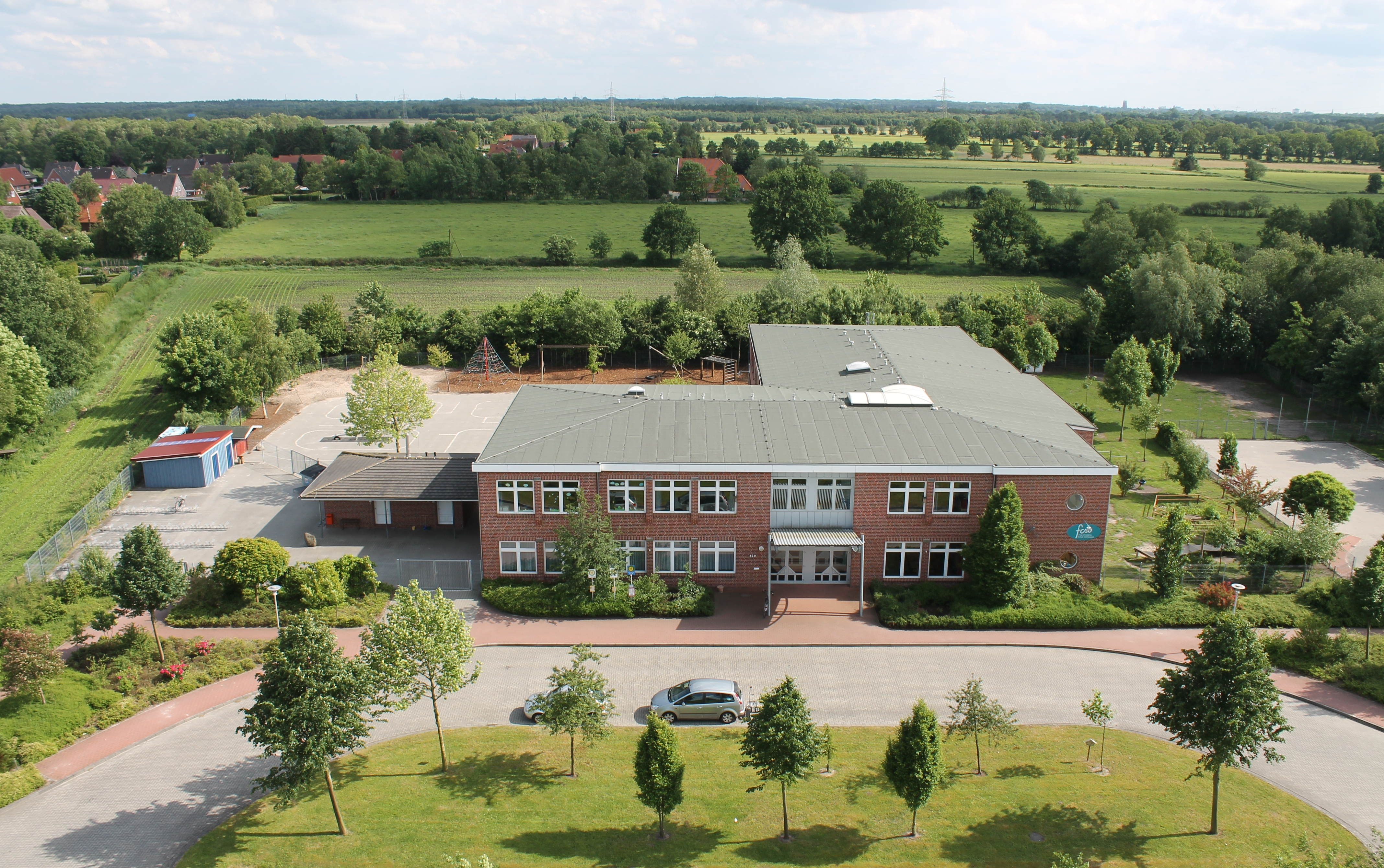
Das Gebäude der Primarstufe an der Hauptstraße im Jahr 2012

2001 bezogen die Schüler und Lehrkräfte der Primarstufe eine neu gebaute Außenstelle an der Hauptstraße in Moormerland-Veenhusen. Das Gebäude liegt rund 800 Meter vom Hauptstandort entfernt und war von vornherein als dreizügige Grundschule ausgelegt. Noch bis zum Abend vor dem ersten Schultag am 9. August 2001 arbeiteten die Handwerker und Reinigungskräfte in dem Neubau. Das großzügige Foyer dieser neuen „Grundschule“ blieb bis 2008 der größte Versammlungsraum der FCSO, der auch für viele Aktivitäten der Sekundarstufen genutzt wurde. Baukosten: rund 3,5 Mio. DM.

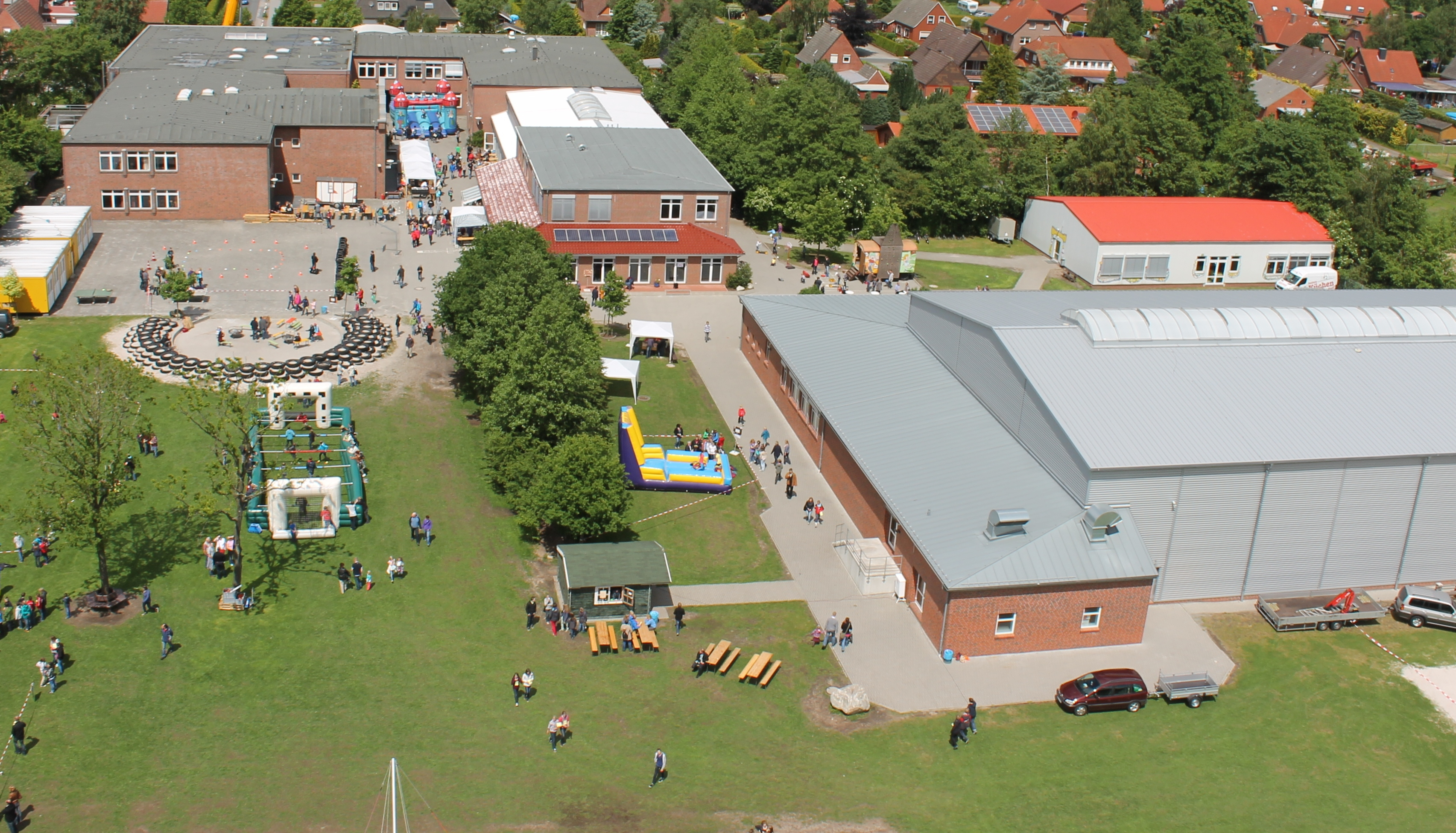
Schulgebäude am Hauptstandort im Jahr 2012

Im Dezember 2005 erhielt der VES die Zusage für 3,127 Mio. Euro öffentlicher Mittel aus dem Investitionsprogramm Zukunft Bildung und Betreuung. Mit diesen Geldern baute der VES in den Folgejahren eine Pausenhalle und eine Mensa an den Sek-II-Trakt an. Über der Mensa wurden ein Computerraum, ein neuer Aufenthaltsraum für Sek-II-Schüler, eine großzügige Bibliothek und ein Besprechungsraum realisiert. Ferner errichtete der Schulträger im selben Zug am Südrand des Schulgeländes eine Dreifachturnhalle mit einem angegliederten Bühnentrakt und einem Musiksaal. Dazu musste eine benachbarte Weide zugekauft werden. Am 15. Juni 2008 wurden die drei Neubauten feierlich eingeweiht. Die bebaute Fläche hatte sich nun nahezu verdoppelt. Baukosten: rund 3,5 Mio. Euro.

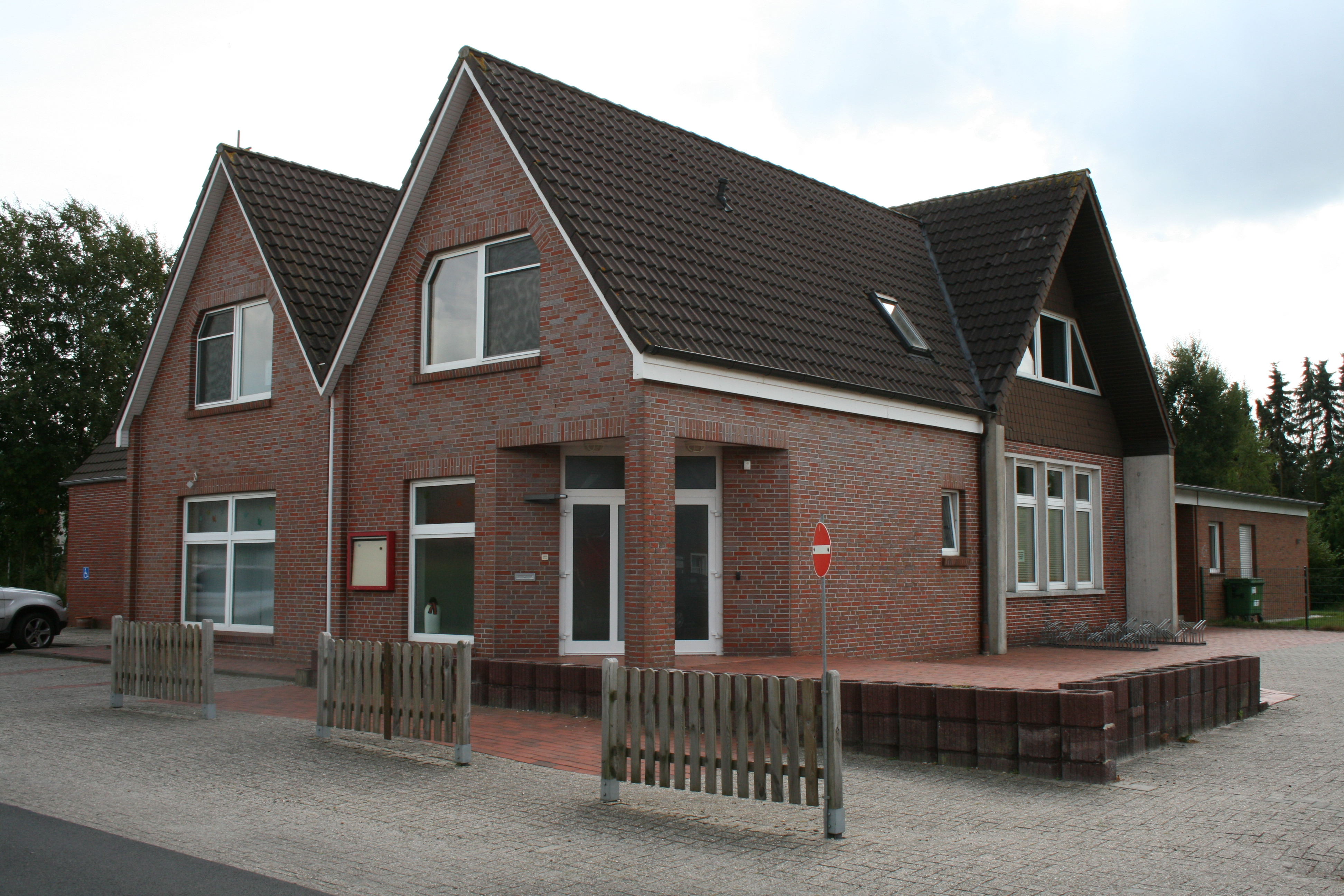
Das „Lehrerzentrum“: Hier sind alle Lehrerzimmer untergebracht.

2010 erwarb der Schulverein mit Hilfe von öffentlichen Zuwendungen aus dem Konjunkturpaket II das westlich angrenzende Nachbargrundstück Königsmoorstraße 11 mit dem Kindergarten „Spatzennest“ vom Sozialwerk der Evangelisch-Freikirchlichen Gemeinde Veenhusen. Zum anderen gingen Haus, Druckerei und Gelände der Zeitung Moormerland Anzeiger in die Hand des VES über. Der Moormerland Anzeiger war bis dahin in unmittelbarer Nachbarschaft der Schule, in der Königsmoorstraße 3, gedruckt worden. Während im ehemaligen Kindergarten im Jahr 2011 von der FCSO ein zentrales „Lehrerzentrum“ eingerichtet werden konnte, wird das Druckereigebäude derzeit als Schullager genutzt und das zugehörige Wohnhaus vermietet.
Im Juli 2012 erwarb der VES das Maisfeld (1,3 ha) südlich des Primarstufengebäudes an der Hauptstraße. Hier sollen Parkplätze und eine Schulhoferweiterung entstehen.
Am 11. September 2014 konnten rund 145 Fünftklässler einen neugebauten „Südtrakt“ beziehen. In dem Flachbau gruppieren sich sechs Klassenräume und zwei Differenzierungsräume rund um das Eingangsfoyer. Bei Bedarf lassen sich zwei der Klassenräume und ein Gruppenraum zu einem großen Prüfungsraum verbinden, den die Schule vor allem für große Abiturklausuren nutzt. Für die neuen Unterrichtsräume investierte der VES rund 1,1 Mio. Euro.
Am 4. Mai 2015 eröffnete der Schulträger das sogenannte "Musikhaus". Das Musikhaus war aus einem Totalumbau und einer Erweiterung des alten "Ersatzgebäudes" entstanden. Mit hohem Aufwand war eine moderne Schalldämmung eingebaut worden. Im Musikhaus stehen der Schulmusik seither ein hoher geräumiger Orchesterraum, sowie mehrerer Übungszellen, ein Keyboardraum sowie ein weiterer Musiksaal zur Verfügung.

### Finanzierung
Die Schule trägt sich zu rund 75 % aus den Mitteln der staatlichen Landesfinanzhilfe, die direkt vom Kultusministerium in Hannover gezahlt wird. Mit dieser Landesfinanzhilfe gibt das Land Niedersachsen pro FCSO-Schüler deutlich weniger aus als für Schüler an öffentlichen Schulen. Die restlichen Kosten werden durch ein gestaffeltes Schulgeld (120 Euro monatlich für das 1. Kind jeder Familie) und durch Spenden gedeckt. Freunde und Förderer unterstützen zuweilen größere Bauvorhaben mit zinslosen Darlehen. 2008 gründete der VES die FCSO-Stiftung Moormerland mit dem Zweck, „die Arbeit der Freien Christlichen Schule Ostfriesland (FCSO) zu fördern sowie Bedürftige bei der Aufbringung der mit dem Schulbesuch entstehenden Kosten finanziell zu unterstützen“.
An der Schule gibt es keine Beamten; alle Lehrkräfte und sonstigen Mitarbeiter sind Angestellte des Schulvereins. Sie werden gemäß Tarifvertrag für den öffentlichen Dienst der Länder (TV-L) bezahlt.

### Aktuelle Entwicklung

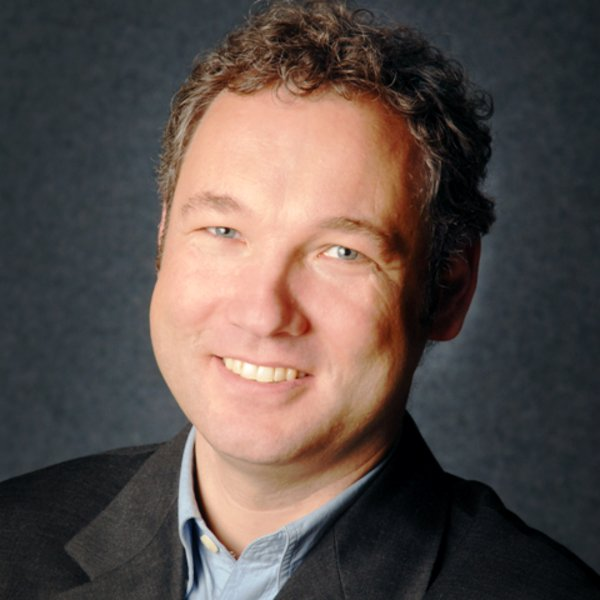
Christian Hunsmann 2010

Im August 2010 hat Christian Hunsmann die Leitung der Schule übernommen. Zur Schulleitung gehören außer ihm noch der Leiter der Sekundarstufe II, der Leiter der Sekundarstufe I, der Leiter der Primarstufe und der Koordinator. Es wurden nach und nach weitere gesamtschultypische Funktionsstellen geschaffen, sodass die FCSO als Integrierte Gesamtschule ihre Arbeit und ihr Angebot weiter ausbauen und entwickeln kann. Die FCSO hat sie mittlerweile einen festen Platz in der ostfriesischen Schullandschaft.
Als Schule in freier Trägerschaft hat die FCSO keinen Schulbezirk. „Sie steht grundsätzlich allen Schülerinnen und Schülern offen, deren Erziehungsberechtigte sich mit den Zielen und dem Bildungs- und Erziehungskonzept einverstanden erklären. Dies gilt unabhängig von dem religiösen, weltanschaulichen oder politischen Bekenntnis der Erziehungsberechtigten oder ihrer Kinder.“ Für Eltern, die das Schulgeld nicht tragen können, ist auf Antrag eine Ermäßigung möglich.

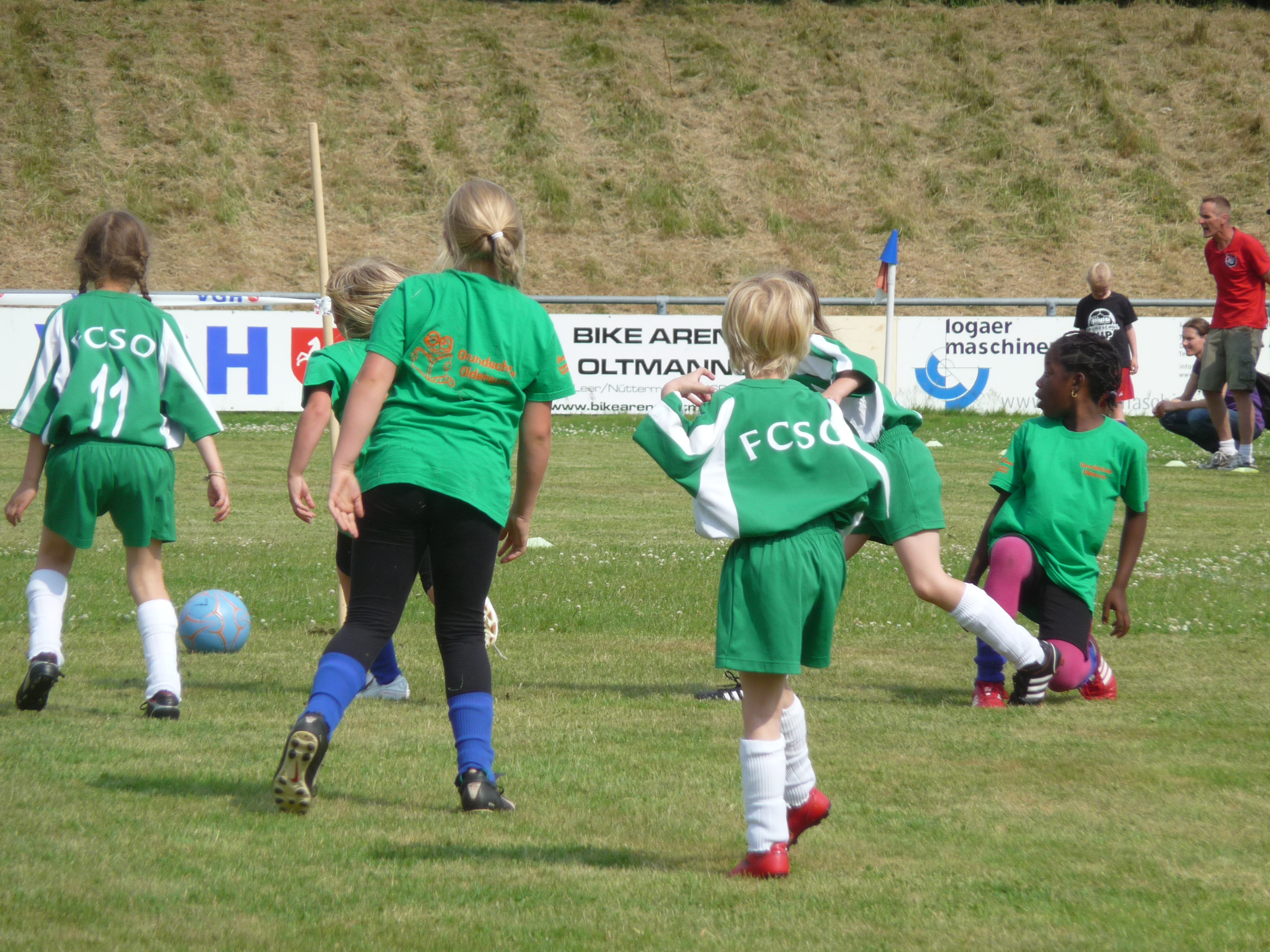
Zweitklässlerinnen beim sogenannten „Multi-Cup“

In den letzten Jahren hat die FCSO erfolgreich an etlichen regionalen Wettbewerben teilgenommen. So war die Schule immer wieder mit Auswahlmannschaften bei schulischen Fußballturnieren (Kreismeisterschaften, Multi-Cup) erster oder zweiter Sieger. Zudem wurden sechs Kurzfilme von FCSO-Schülern in der Regionalausscheidung des schulischen Kurzfilmwettbewerbs Niedersachsen Filmklappe  prämiert. 2012 setzte sich die Schule in diesem Wettbewerb mit dem Film So macht Schule Spaß! auch in der niedersachsenweiten Ausscheidung durch. 2019 wurde der Schüler-Film "draußen" beim internationalen Kurzfilmwettbewerb "Rec for Kids" in Berlin mit einem Goldenen Clip ausgezeichnet. Regelmäßig haben Mannschaften der Schule zudem bei verschiedenen Lauf-Wettbewerben (Ossiloop, Vull Wat Manns Loop, Citylauf etc.) gewonnen.

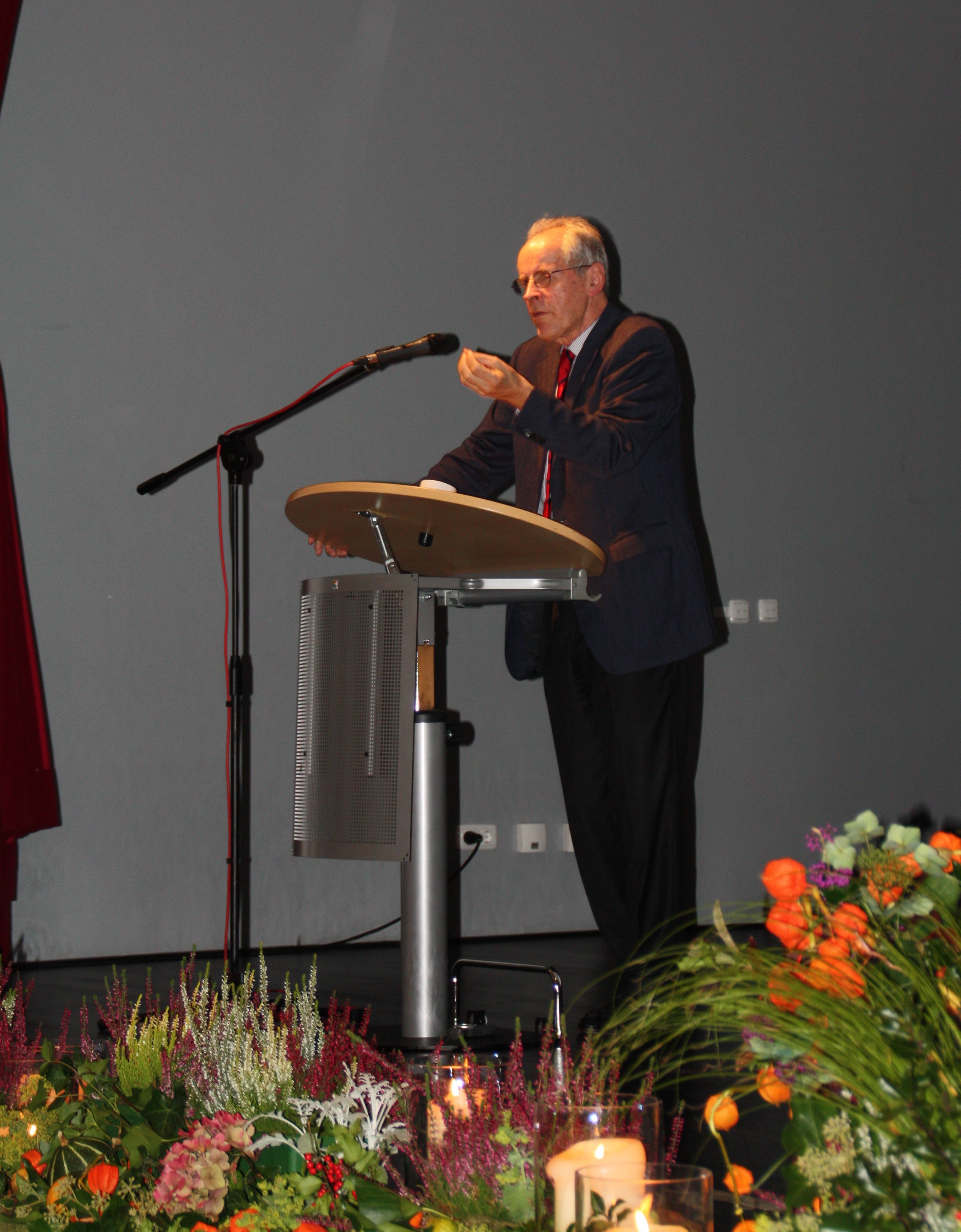
Christian Pfeiffer vom KFN bei einem Vortrag vor Lehrern, Schülern, Eltern und Gästen der FCSO am 16. Oktober 2012

Auch die FCSO musste sich mit dem neuen IGS-Erlass von 2010 auseinandersetzen, der auch für die Gesamtschulen Niedersachsens die Abiturprüfungen am Ende des 12. Schuljahrgangs vorsah. Das Problem stellte sich dabei für die Gesamtschulen, dass sie nun einerseits für ihre künftigen Abiturienten bereits bis zum Abschluss der zehnten Klasse mindestens 13 zusätzliche Wochenstunden anbieten mussten. Andererseits sollte das System durchlässig bleiben: Starke Schüler und schwache Schüler sollten weiterhin gemeinsam lernen und sich so spät wie möglich auf einen Schulabschluss festlegen.
Im Frühjahr 2013 ordnete die neu gewählte niedersächsische Landesregierung unter Ministerpräsident Stephan Weil und Kultusministerin Frauke Heiligenstadt in einer Eilentscheidung die sofortige und verbindliche Rückkehr aller Gesamtschulen des Landes zu einem Abitur am Ende des 13. Schuljahrgangs an. Damit waren auch für die FCSO viele schulorganisatorische Probleme mit einem Schlag wieder vom Tisch.
Eine Differenzierung auf drei Fachleistungsebenen (G, E, Z) in den Fächern Mathematik und Englisch (Schuljahrgänge 7 bis 10) sowie in den Fächern Naturwissenschaften und Deutsch (Schuljahrgänge 8 bis 10) gehört ebenfalls zu den Besonderheiten der FCSO. Die meisten anderen Integrierten Gesamtschulen beschränken sich auf zwei Fachleistungsebenen und differenzieren teilweise nur in höheren Jahrgängen.
Seit 2010 setzt sich das Kollegium intensiv mit innerer Differenzierung und Binnendifferenzierung auseinander. Besonders die Thesen des Pädagogen Heinz Klippert, des Hirnforschers Manfred Spitzer, des ehemaligen niedersächsischen Justizministers Christian Pfeiffer und des Schulberaters Michael Wildt waren Gegenstand schulischer Diskussionen und Erprobungen. Im Schuljahr 2012/2013 versuchten zwanzig Lehrkräfte der Sekundarstufe I in einer „Erprobergruppe“ die Grundidee Michael Wildts, die Indirekte Steuerung des Unterrichts, in die Praxis umzusetzen.
Im Schuljahr 2013/2014 wurden vom Schulträger innerhalb des Kollegiums „Professionelle Lerngemeinschaften“ (Martin Bonsen) installiert mit dem Ziel, eine Differenzierung innerhalb der Fächer Deutsch und Mathematik mit Hilfe von Arbeitsplänen weiterzuentwickeln und zu implementieren. Diese Professionellen Lerngemeinschaften trafen sich einmal in der Woche am Schulvormittag zum gemeinsamen Gespräch und auch zu gegenseitigen Unterrichtshospitationen.
Im Jahr 2018 machte die FCSO Schlagzeilen, da sie mit der ganzen Schule eine Reise nach Rom unternahm.

## Pädagogische Arbeit

### Theater und Spiel

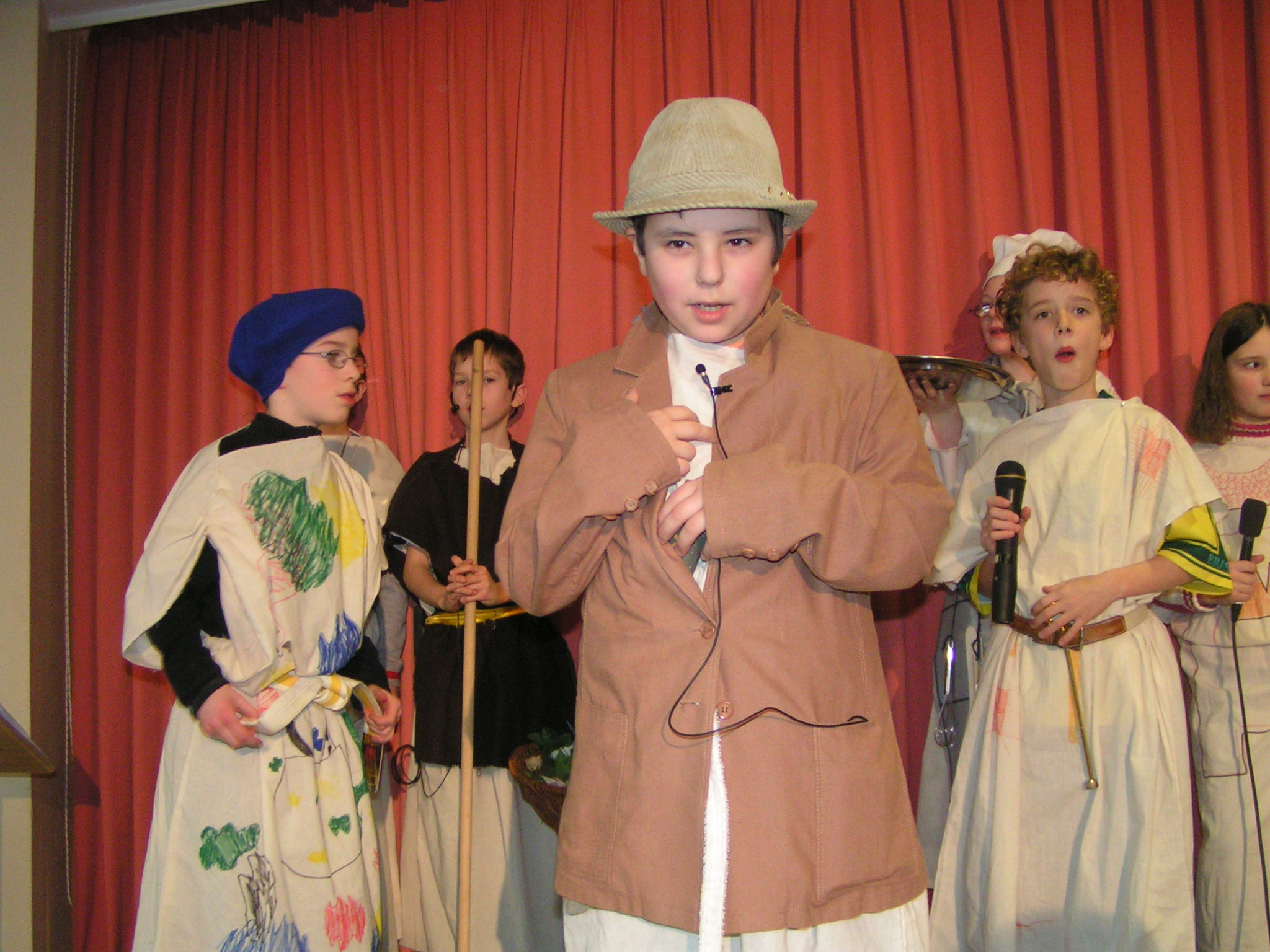
Aufführung des Stücks Mord an König Eglon und 5 weitere Szenen an der FCSO am 26. Januar 2005

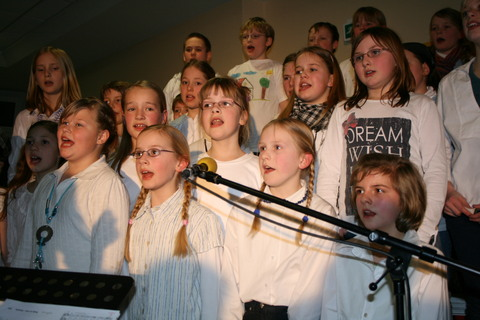
Chor bei der Aufführung des Musicals Spuren der Hoffnung am 20. Februar 2010

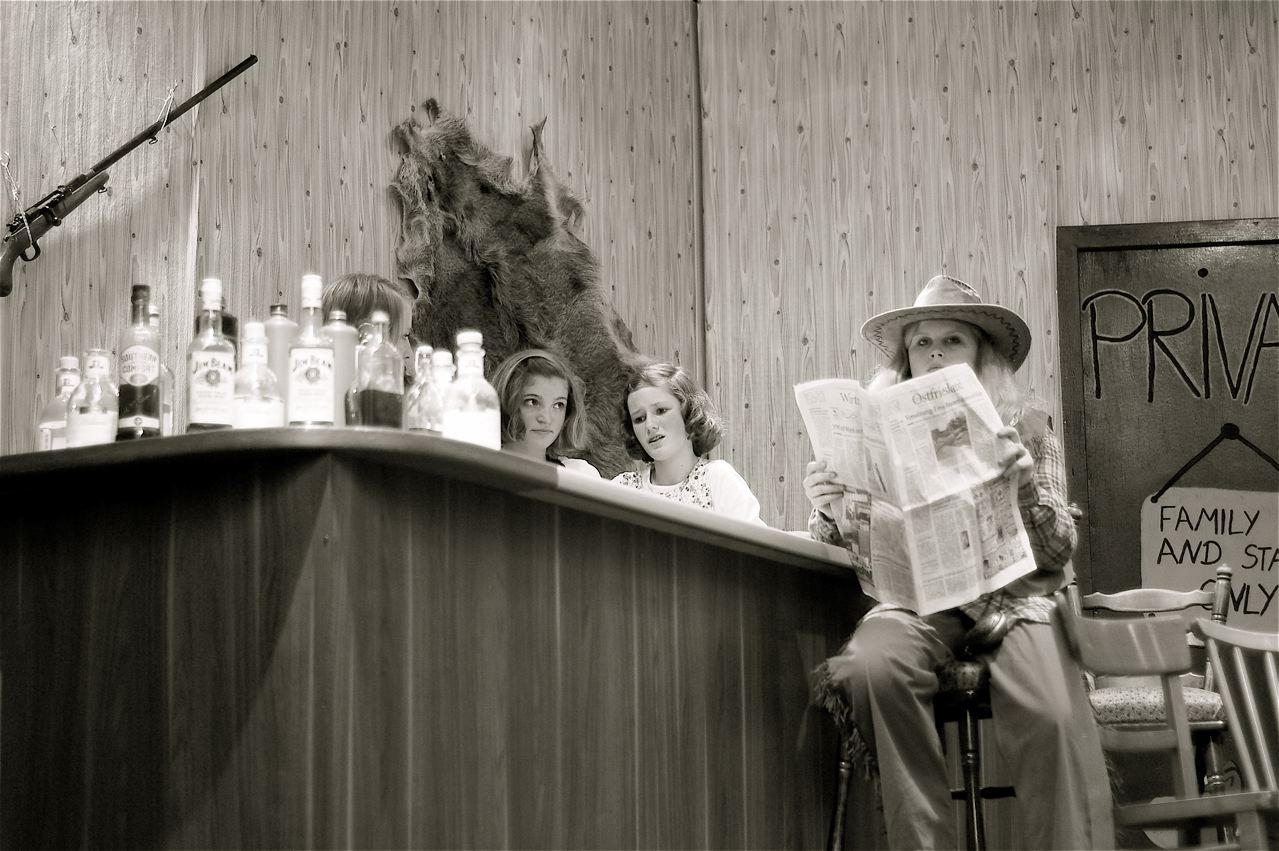
Szene aus Spiel mir das Lied vom Wischmopp, Aufführung vom 22. April 2012

Alle Viertklässler üben im ersten Halbjahr des vierten Schuljahres gemeinsam ein größeres Biblisches Musical ein, welches dann im Winter zur Aufführung gelangt. Dazu wird von der Schule eine sogenannte MusikProjekt-Stunde (MuP) im Stundenplan verankert. Beim Musikprojekt ordnen sich Schüler verschiedenen Teams zu und übernehmen Bühnendekoration, Schauspiel, Technik oder Chorgesang.
- 2003: Josef, ein echt cooler Träumer von Ruthild Wilson und Helmut Jost
- 2003: Eine sonderbare Nacht von Hella Heizmann und Gertrud Schmalenbach
- 2005: Mord an König Eglon und 5 weitere Szenen von Konrad Straub
- 2006: Exodus von Markus Hottiger
- 2006: Eine sonderbare Nacht von Hella Heizmann und Gertrud Schmalenbach
- 2008: Verschleppt nach Babylon von Markus Heusser[47]
- 2009: Josef, ein echt cooler Träumer von Ruthild Wilson und Helmut Joost
- 2010: Spuren der Hoffnung von Elke Maar und Christel Schröder[48]
- 2011: Hallo Himmel vom Musical Team Aidlingen
- 2012: Verschleppt nach Babylon von Markus Heusser
- 2013: Josua von Markus Hottiger
- 2014: David, ein echt cooler Held von Ruthild Wilson und Heinz-Helmut Jost-Naujoks
- 2015: Bartimäus – Ein wunderbarer Augenblick von Frank Kampmann
- 2016: Anna findet Freunde von Birgit Minichmayr
- 2017: Samuel – ein Junge wird Prophet von Markus Heusser
- 2017: Vater Martin von Gabriele Wächter
- 2019: Paulus – Auf gefährlicher Mission von Frank Kampmann
- 2020: Jona. Sein Auftrag, seine Flucht, der große Fisch und die Stadt Ninive von Markus Heusser

Die Theater-AG steht Schülern der Sekundarstufen offen. Seit 2004 führt die Theater-AG regelmäßig klassische und moderne Literatur auf. Neben der Theater-AG kann an der FCSO der Wahlpflichtkurs „Darstellendes Spiel“ besucht werden.
Folgende Stücke wurden bislang durch Schüler der Sekundarstufen gespielt:
- 2004: Mord ohne Leiche – (k)ein Fall für Sherlock Holmes von Margret Völke und Rudolf Guder,
- 2005: Emil und die Detektive von Erich Kästner,
- 2005: Immer auf die Kleinen von Jürgen Baumgarten,
- 2006: Der Revisor von Nikolai Gogol,
- 2007: Pippi Langstrumpf von Astrid Lindgren,
- 2007: Das Toupet und Der Zickenkrieg von Heinz Tautkus,
- 2008: Das Haus in Montevideo von Curt Goetz,
- 2009: Eine Woche voller Samstage von Paul Maar,
- 2010: Emilia Galotti von Gotthold Ephraim Lessing,
- 2010: Arsen und Spitzenhäubchen von Joseph Kesselring,
- 2011: Die Schatzinsel von Robert Louis Stevenson,
- 2011: Charleys Tante von Brandon Thomas,
- 2012: Napoleon lebt von Martina Worms,
- 2012: Spiel mir das Lied vom Wischmopp von Christine Steinwasser
- 2013: Das Wirtshaus im Spessart von Wilhelm Hauff
- 2013: Romeo und Julia von Sergei Sergejewitsch Prokofjew
- 2014: Peter Pan von James Matthew Barrie
- 2014: Der Fächer von Carlo Goldoni[49]
- 2015: Rosa Elefanten von Rudolf Kowalleck
- 2015: Herr der Diebe von Wolfgang Adenberg
- 2016: Aschenputtel und der Froschprinz von Kurt Egreder
- 2016:Die Rote Zora von Kurt Held
- 2017: Sommernachtstraum von Stefan Schröder
- 2018: Pension Schöller von Wilhelm Jacoby und Carl Laufs

### Christlicher Glaube im Schulalltag
Die Lehrkräfte der Schule treffen sich jeden Morgen vor Schulbeginn zu einer Kurzandacht. Auch in den Lerngruppen beginnt der Schulmorgen mit einer solchen Andacht.
In einer großen Pause pro Woche und am Nachmittag haben Schüler die Möglichkeit, sich zum sogenannten „Schülerbibelkreis (SBK)“ zu treffen, der von einer Gruppe von Schülern geleitet wird.
In der Primarstufe und in der Sekundarstufe I wird statt Evangelischer Religionslehre der sogenannte „Biblische Unterricht“ (BU) erteilt, von dem sich die Schüler nicht befreien lassen können. Das Fach BU ist das einzige Fach, in dem die FCSO als Weltanschauungsschule von den Kerncurricula abweicht. Hier verfolgt die Schule einen eigenen Stoffplan, der sich in besonderer Weise an den Kernstücken des Christlichen Glaubens, an wichtigen Texten der Bibel und an den Feiern des Christlichen Jahreskreises (Ostern, Pfingsten, Weihnachten etc.) orientiert. Den Lehrern ist es dabei wichtig, dass Kinder die Freude am christlichen Glauben evangelikaler Prägung entdecken. Dabei versucht die Schule gemeinsam mit den Eltern, den Kindern Wege aufzuzeigen, die ihnen helfen, ein eigenes Werteurteil aufzubauen. Der schuleigene Stoffplan behandelt jedoch auch die Grundzüge anderer Weltreligionen (Judentum, Islam, Hinduismus, Buddhismus). In der Oberstufe wird das Fach Religion nach den niedersächsischen Curricula unterrichtet. Alternativ kann das Fach „Werte und Normen“ belegt werden.

### Leistungsbewertung

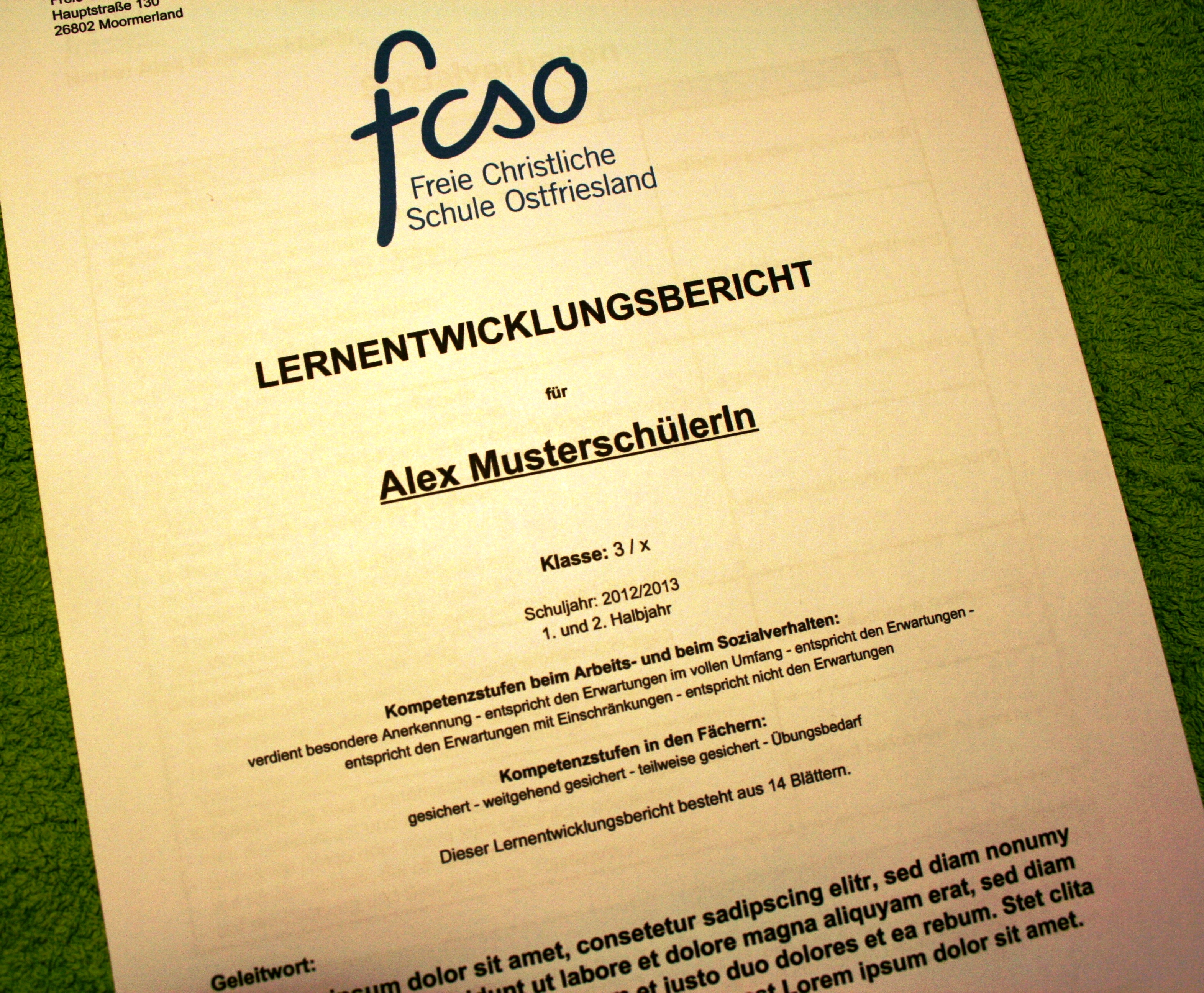
Lernentwicklungsbericht Klasse 3, Deckblatt

Die Leistungen der Schülerinnen und Schüler werden in den Jahrgängen 1 bis 4 ohne Schulnoten bewertet. Im Januar finden ausführliche Lernentwicklungsgespräche mit den Kindern und ihren Eltern statt. Am Ende eines Schuljahres erhalten die Schülerinnen und Schüler einen Lernentwicklungsbericht ohne Zensuren. Darin werden der individuelle Lern- und Leistungsstand des jeweiligen Kindes beschrieben und seine Kompetenzen, Fertigkeiten und Interessen besonders betont. Darin unterscheidet sich die Primarstufe FCSO von den meisten anderen Grundschulen.
Ab dem 5. Schuljahrgang erfolgt die Leistungsbewertung zusätzlich zu den LEB durch Schulnoten und Notenzeugnisse. Darin unterscheidet sich die FCSO wiederum von den meisten anderen integrierten Gesamtschulen.

### Fahrtenmodell

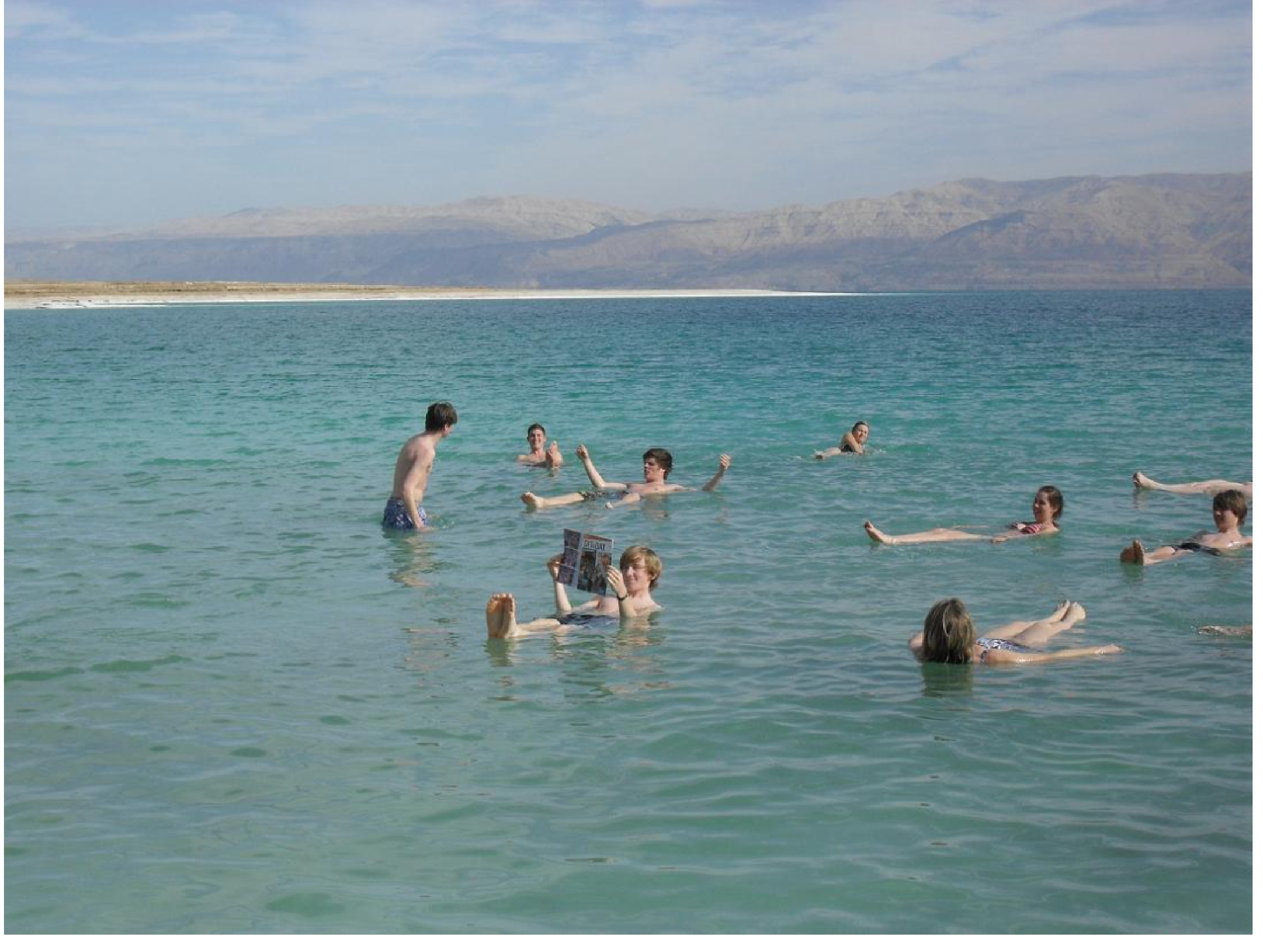
FCSO-Schüler im Toten Meer

Für die Klassenfahrten der Schule gibt es ein abgestimmtes „Fahrtenmodell“.
- Im 4. Schuljahrgang fahren die Kinder für fünf Tage in ein Schullandheim bei Ahlhorn oder einem anderen Haus im Nahbereich der Schule.
- Im 5. Schuljahrgang wird eine dreitägige Kennenlernfahrt in den Nahbereich der Schule durchgeführt.
- Im 7. Schuljahrgang folgt eine fünftägige Klassenfahrt zu beliebigen Zielorten in Deutschland.
- Im 10. Schuljahrgang fahren alle Klassen für fünf bis sechs Tage zu einer Studienfahrt nach Berlin.
- Die Oberstufenschüler dürfen wählen. Entweder nehmen sie an einer Sprachenreise nach Paris oder London teil oder sie absolvieren einen gemeinsamen Skikurs im österreichischen Tschagguns. Alternativ dazu steht den Schülern die Teilnahme am Jugendaustausch mit Israel offen.[52][53]

### Fremdsprachen
Die FCSO bietet drei Fremdsprachen an: Englisch wird ab dem dritten Schuljahrgang erteilt. Ab dem sechsten oder elften Schuljahrgang können Französisch oder Latein hinzugenommen werden.

## Öffentlichkeitsarbeit

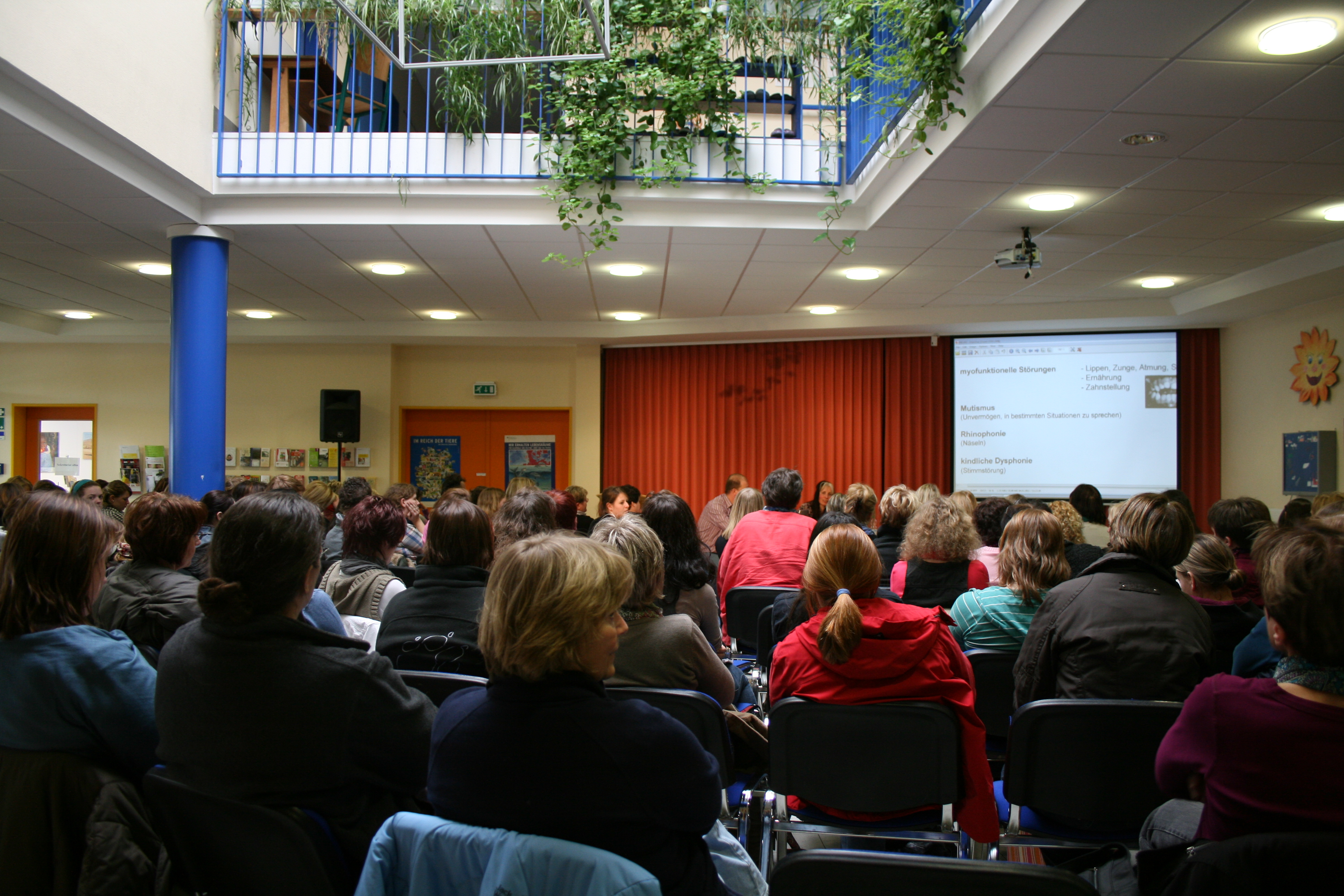
Erzieherinnen und Grundschullehrkräfte auf einer gemeinsamen Fortbildung in der FCSO

### Gemeinsame Fortbildungen für Erzieherinnen und Grundschullehrkräfte
Einmal im Jahr führt die Schule einen sogenannten „Tag der offenen Tür für Erzieherinnen und Erzieher“ durch. Dazu lädt das Kollegium der Primarstufe alle Pädagoginnen aus den Kindergärten der Region zur Hospitation in den Unterricht ein. Am Nachmittag findet dann stets eine gemeinsame Fortbildung statt, an der auch Lehrkräfte anderer Grundschulen und Schüler der Berufsbildenden Schulen Leer teilnehmen. Diese Fortbildungen zu Themen wie Hochbegabung, Resilienz, Naturwissenschaft und Weltwissen oder Sprachförderung wurden im Rahmen des „Projektes Brückenjahr“ zeitweise vom Niedersächsischen Kultusministerium gefördert.
- 2006: Vom Kindergarten in die Grundschule. (Forum mit Heike Ahrends vom Gesundheitsamt Leer, Sigrid Horch vom Jugendamt Leer und Fritz Steinmeier von der Psychologisches Beratungsstelle der AWO Leer)

- 2007: Qualitätsentwicklung in Kindertageseinrichtungen. Nationaler Kriterienkatalog. (Fachvortrag mit Andrea Titjen und Martina Lambertz vom Päd.QUIS-Institut Berlin)

- 2008: Den Übergang vom Kindergarten zur Grundschule gestalten. (Vortrag und Diskussion mit Arnulf Hopf, Universität Oldenburg)

- 2009: Anleitung zum Forschersein. Naturwissenschaft und Weltwissen für Kinder und Erwachsene. (Vortrag und Workshops mit Johanna Pareigis, Universität Kiel)[54]

- 2010: Der Umgang mit hochbegabten Kindern in Kindergarten und Grundschule (Vortrag und Diskussion mit Christa Hartmann vom Bega-Institut Hamburg)[55]

- 2011: Sprachförderung in Kindergarten und Grundschule (Vortrag und Diskussion mit Vera Uken-Spiralke, Uplengen)

- 2012: Was Kinder wappnet in widrigen Lebenssituationen. Aus der Resilienzforschung. (Vortrag von Heiko Mönnich, Berlin)

- 2013: Kinder mit Verhaltensauffälligkeiten/AD(H)S frühzeitig erkennen und sicher behandeln (Vortrag und Diskussion mit Götz Gnielka, Emden)

- 2014: Inklusion an der Grundschule Ottermeer (Vortrag und Diskussion mit Manuela Stadtlander-Lüschen, Wiesmoor)[56]

- 2015: Bewegen – Lernen – Leisten (Vortrag und Workshops mit Peter Pastuch, Kühsen)[57]

- 2016: "Parole Emil – Jungs im Fokus" – eine Einführung in die Jungenpädagogik (Vortrag von Alex Sott vom Bremer JungenBüro)

- 2017: Umgang mit traumatisierten Kindern in Kindergarten und Grundschule (Vortrag von Stefan Bendt, Facharzt für Kinder- und Jugendpsychiatrie und -psychotherapie)
- 2018: Psychomotorische Ganzheitstherapie (Vortrag von Christel Kannegießer-Leitner, Ärztin und Therapeutin)
- 2019: SOPESS = Sozialpädiatrisches Entwicklungsscreening für die Schuleingangsuntersuchung (Vortrag von Heike Ahrens, Leiterin des Gesundheitsamts Leer)
- 2020: Film-Workshop "Trickfilm-Party". Die Herstellung von Trickfilmen mit Kindern im Kindergarten- und Grundschulalter (Leitung Johannes Köster und Susanne Ziegler, FCSO)

### Schulzeitung Dit un Dat
Im Frühjahr 2014 ist die 92. Ausgabe der Dit un Dat erschienen. Die Dit un Dat erscheint dreimal im Jahr mit einer Auflage von 2300 Exemplaren und wird kostenlos an die Schüler, Eltern und Unterstützer der Schule verteilt. Sie stellt sich als Fortführung des Freundeskreisbriefs dar, dessen Erstausgabe im September 1986 zu lesen war. In der Schulzeitung berichtet ein Redaktionsteam von aktuellen Ereignissen aus dem Schulleben und der Schulentwicklung und diskutiert bedeutsame pädagogische Themen. Die Dit un Dat hat einen Umfang von 24 farbigen DIN-A4-Seiten.
Im Frühjahr 2017 – im 30sten Jubiläumsjahr der FCSO – konnte die 100. Ausgabe der "Dit un Dat" als Jubiläumsausgabe erscheinen. Auf diesen Umschlagsseiten waren viele Ausgaben der letzten 2 Jahrzehnte mit Titelseiten abgebildet, welches ein bunter Blumenstrauß an Farbfotos ergab.

## Publikation
2019 erschien das Buch Denn ER tut Wunder, das die Entstehungsgeschichte der FCSO behandelt. Der Autor ist der Anfang 2020 verstorbene Werner Trauernicht, ein Mitbegründer der Schule und Vorsitzender Schulvereins von 1985 bis 2010.